# Merce Cunningham
Merce Cunningham (Centralia, 16 aprile 1919 – New York, 26 luglio 2009) è stato un danzatore e coreografo statunitense.
Artista poliedrico, è tra i principali interpreti della modern dance americana e tra i creatori della postmodern dance. La sua carriera, che si distende nell'arco di sette decenni, è caratterizzata da una costante innovazione, attraverso la quale contribuisce ad ampliare le frontiere dell'arte contemporanea, delle arti visive, delle arti dello spettacolo, della musica, indagando "il movimento nello spazio e nel tempo" e proponendo un nuovo modo di intendere il rapporto tra la danza, la musica e l'arte figurativa (intesa come scenografia).

## Biografia
Merce Cunningham, all'anagrafe Mercier Philip Cunningham, nasce a Centralia, nello stato di Washington, il 16 aprile 1919. Suo padre Clifford D. Cunningham, di discendenza irlandese, è avvocato, e sua madre, Mayme Joach, proviene da una famiglia di origine slava. Secondo di tre figli, è l'unico a non intraprendere gli studi di legge. La famiglia è solita frequentare il Liberty Theater di Centralia, ed è attraverso la visione delle rappresentazioni inscenate che si avvicina alla danza per la prima volta. Successivamente, riferendosi a tale esperienza, afferma: «Più che danzare, era l'idea di stare sul palco di un teatro ad affascinarmi».
La sua formazione artistica ha inizio nella città natale all'età di dieci anni, quando esprime la volontà di partecipare alle lezioni di una scuola di danza locale, in cui impara la Sailor's Hornpipe, un ballo popolare. In seguito, presso The Barrett School of the Dance, approfondisce la conoscenza della danza folklorica e apprende la tap-dance e i fondamenti del genere teatrale Vaudeville con l'insegnante Maude M. Barrett.
Dal 1937 al 1939, Cunningham frequenta la Cornish School a Seattle, la quale, fondata nel 1914 da Nellie Cornish, costituisce «la prima scuola degli Stati Uniti occidentali ad offrire una formazione artistica completa». Infatti, presso l'istituto, studia storia dell'arte, tecnica, danza, coreografia, teatro, musica e composizione musicale. Oltre a seguire le lezioni di danza impartite da Irene Flyzik e Dorothy Fisher, conduce lo studio della danza preclassica e di quella moderna con Bonnie Bird, danzatrice della Martha Graham Dance Company, conoscendo e apprendendo la tecnica della danzatrice e coreografa Martha Graham. In occasione di un'intervista, Bird ripercorre i primi tempi del loro lavoro insieme descrivendo l'artista come «un ragazzo sui diciotto anni dall'aspetto faunesco, alto, magro, dall'ossatura grossa, con capelli riccioli corti, [...] dotato di una grande autoconsapevolezza e [...] uno studente molto tranquillo e diligente». Nel 1938, si avvicina all'opera del compositore statunitense John Cage, il quale assume il ruolo di accompagnatore musicale del dipartimento di danza e di insegnante di composizione musicale. Durante le sue lezioni, Cage insegna ai danzatori a comporre la musica con strumenti a percussione e propone un nuovo rapporto tra danza e musica. Con riferimento a tale esperienza formativa, Cunningham afferma: «Cage richiedeva di creare, quindi era necessario pensare, sviluppare una riflessione e non solo sentire le emozioni suscitate da ciò che avremmo interpretato». Inoltre, risale a questo periodo, e in particolare al novembre del 1938 e al marzo del 1939, la rappresentazione delle prime coreografie da lui realizzate, Unbalanced March, Jazz Epigram e Skinny Structures.
Nell'estate del 1939, su disposizione di Bonnie Bird, partecipa ai corsi estivi organizzati dalla Bennington School of the Dance, istituto fondato nel 1914 nel Vermont per promuovere e consolidare la conoscenza e lo studio della danza moderna americana, che quell'anno hanno luogo al Mills College, a Oakland, in California. Durante questa sessione, studia danza moderna con alcuni dei suoi principali esponenti, fra cui Martha Graham.
Nel settembre del 1939, accetta la proposta della coreografa americana e si trasferisce a New York, interrompendo il percorso formativo alla Cornish School, per danzare nella Martha Graham Dance Company, con la quale lavora fino al 1945, sia come solista nelle coreografie Letter to the world del 1940 e Appalachian spring del 1944, sia come coreografo in Mysterious adventures del 1945. Nel 1940, su indicazione della Graham, inizia a prendere lezioni di danza classica presso la School of American Ballet, istituita nel 1934 da George Balanchine. Nel 1944, si tengono i primi concerti che contengono assoli da lui coreografati e interpretati e musica del compositore John Cage.
A partire dal 1948, è danzatore e coreografo presso il Black Mountain College, in North Carolina, dove nel 1953 fonda la sua compagnia di danza, la Merce Cunningham Dance Company, di cui è direttore artistico fino al 2009.
L'attività artistica di Cunningham comprende la creazione di più di 180 coreografie di repertorio e più di 700 eventi, diversi disegni, dei quali la natura è il soggetto principale, e numerosi scritti dedicati alla danza, alla tecnica e al suo processo coreografico. Nel corso della sua carriera, si avvale della collaborazione di pittori come Andy Warhol, Robert Rauschenberg, Jasper Johns e di compositori quali, David Tudor, Gordon Mumma, oltre a John Cage, estendendo la sua influenza su varie discipline artistiche.
Il suo lavoro è conosciuto in America, in un primo momento, solo nei circoli specializzati di danza, arte e musica, mentre a Londra, Parigi e in altre città, è ampiamente celebrato come creatore di un nuovo classicismo, come il successore di Djagilev e come uno degli artisti teatrali più straordinari dei suoi tempi. La sua vita e la sua visione artistica costituiscono l'oggetto di molteplici pubblicazioni e mostre, tra le quali si annoverano l'esposizione curata dal critico d'arte Germano Celant, allestita, tra le altre istituzioni, presso la Fundació Antoni Tàpies, a Barcellona, nel 1999, e presso il Castello di Rivoli Museo d'Arte Contemporanea, a Torino, nel 2000, e la mostra Merce Cunningham: Common Time, organizzata dal Walker Art Center nel 2017. Inoltre, le opere coreografiche dell'artista sono interpretate da numerose compagnie di danza, come Paris Opéra Ballet, New York City Ballet, American Ballet Theatre, London' s Rambert, e White Oak Dance Project, per nominarne alcune.
Dopo una vita di grandi successi e riconoscimenti, Merce Cunningham muore nel sonno il 26 luglio del 2009, nella sua abitazione a New York, per cause naturali. Un mese prima della morte annuncia il "Living Legacy Plan", un piano per supervisionare l'integrità del suo insegnamento e lasciare un progetto per il futuro delle sue scuole anche dopo la sua morte.

## Attività artistica

### Il rapporto con Martha Graham
Avvicinatosi alla concezione artistica e all'opera di Martha Graham durante il periodo di formazione con la danzatrice Bonnie Bird alla Cornish School, e, in seguito, attraverso lo studio della danza moderna condotto con la coreografa presso la Bennington School of the Dance, dal 1939 al 1945, Cunningham è danzatore nella Martha Graham Dance Company, all'interno della quale occupa un posto di grande rilievo. Successivamente, prende le distanze dalla danza "psicologistica" dell'artista americana ed elabora una sua idea di danza anti-psicologica e anti-narrativa incentrata sulla concretezza di un movimento definito anti-emozionale ed anti-narrativo, che riflette la sua concezione della danza come arte formale. Il suo intento è quello di ripensare la danza, adeguandola ai grandi mutamenti del mondo.
Dopo la morte della coreografa, avvenuta nel 1991, Cunningham dichiara: «Martha Graham è stata una danzatrice straordinaria. Ha sviluppato una tecnica originale ed innovativa. [...] Era bassa di statura, ma con una grande presenza scenica. [...] Ripensando agli anni di lavoro insieme e a quelli trascorsi a New York nella sua compagnia, realizzo, proprio come compresi allora, quanto sia stato fortunato ad avere avuto l'opportunità di condividere il palco con lei».
Per la radicalità della sua estetica e per la sua filosofia implicita, è considerato il principale esponente della neoavanguardia di danza, e genera un ponte metaforico tra la modern dance e la postmodern dance. Infatti, se Graham è ritenuta la “grande madre” della modern dance, Cunningham getta le basi della postmodern dance.

### Il rapporto con John Cage
La sua collaborazione col compositore d'avanguardia John Cage, cui è legato sentimentalmente per mezzo secolo fino alla morte di Cage nel 1992, è fondamentale per la carriera e la vita di entrambi.
Conosciuto nel 1938, durante gli anni di formazione alla Cornish School, Cunningham condivide con Cage il rifiuto dei metodi formali dall'arte del XIX secolo e la loro collaborazione, iniziata nel 1942 con la realizzazione da parte del compositore della musica della coreografia Credo in Us è tra le più celebri del XX secolo, influenzando profondamente gli sviluppi dell’avanguardia americana. Tra i due è evidente una comunanza di concezione, per cui Cunningham cerca di esprimere nelle sue coreografie lo svolgersi di un'azione, di un'idea, attraverso il puro movimento, lineare e fluido, spesso creato in maniera totalmente indipendente dalla musica. I due artisti, infatti, creano performance dove la danza e la musica rimangono indipendenti l'una dall'altra, pur sviluppandosi nello stesso tempo e nello stesso luogo, dimostrando che la prima riguarda principalmente se stessa, e non la musica.
Negli anni Quaranta Cage, anche grazie alle lezioni e agli scritti di Daisetsu Teitaro Suzuki, si avvicina alla cultura orientale e al Buddhismo Zen, e successivamente viene introdotto dal compositore Christian Wolff al Libro dei Mutamenti (I' Ching), in cui sono descritte tutte le possibili dinamiche del cambiamento. Cage inizia così a organizzare il caso secondo un sistema di combinazioni numeriche che decidono in sua vece (quali note suonare, la loro durata, la loro altezza), coinvolgendo presto anche Cunningham in questo nuovo approccio alla creazione.
Cunningham stesso afferma che lui e Cage iniziano ad interessarsi all'utilizzo del caso come metodo di lavoro per le loro opere negli anni Cinquanta. Sixteen Dances for Soloist and Company of Three (1951) è il primo lavoro in cui Cunningham utilizza il metodo cinese dell'I Ching per creare la coreografia: nella danza, che esplora le nove emozioni permanenti (rasas) dell’estetica indiana, l’ordine di apparizione delle emozioni e dei movimenti a esse associati viene determinato dal caso. La composizione musicale è scritta da Cage, ma, come avviene spesso, i due lavorano indipendentemente l’uno dall’altro; i movimenti coreografici di Cunningham non si adattano, bensì si confrontano, con la traccia musicale.
Cunningham sviluppa dunque un approccio basato sulla concezione della danza come sostanza a sé stante, ente autonomo, indipendente sia dal suono che dall'immagine. Poche ore prima dello spettacolo, Cunningham consegna la coreografia determinata dal caso ai danzatori della sua compagnia, mentre la musica arriva sempre dopo, direttamente durante lo spettacolo. L'unica cosa che lega danza e musica è dunque il ritmo, un timing preciso grazie al quale le due arti si sarebbero espresse in armonia.
Il metodo del caso non implica però nessuna improvvisazione, dal momento che, una volta scelta casualmente (per esempio attraverso il lancio di dadi o monete) la sequenza degli elementi, siano essi musicali o coreutici, essa rimane tale e tale deve essere eseguita e portata in scena.
Una svolta decisiva nella loro evoluzione estetica avviene nel 1952 quando, allargata la collaborazione al pittore Robert Rauschenberg, i tre presentano al Black Mountain College un Event che passa alla storia come il primo Happening (benché il termine Happening sia stato usato per la prima volta nel 1959 da Allan Kaprow), un evento nel quale vengono uniti in una nuova combinazione, senza una struttura predefinita, frammenti selezionati di opere esistenti. Lo stesso coreografo spiega: «Presentati senza intervallo, gli "events" sono composti da balletti completi, estratti da balletti di repertorio e, spesso, da nuove sequenze adattate per una rappresentazione e un luogo precisi, con la possibilità che più azioni distinte si producano in uno stesso tempo per permettere, più che una serata di danze, l'esperienza della danza»; in questa affermazione è racchiuso il principio di tutta la poetica del coreografo statunitense. In quel periodo si sostituisce alla nozione classica di “spettacolo”, quella di “laboratorio” e “performance”.
Di Elliot Caplan è il documentario Cage/Cunningham del 1991. Racconta la storia della loro rinomata e duratura collaborazione tramite interviste, materiali d'archivio e collaborazioni tra le loro associazioni artistiche e filosofiche che hanno riunito personalità dell'arte, della danza, della musica, della letteratura.

### Cunningham e le tecnologie
L'attività artistica di Cunningham si basa sulla ricerca del movimento e questa sua attenzione è resa evidente anche da un'intervista nella quale dichiara: «La mia idea è sempre stata quella di esplorare il movimento del corpo umano. Ho cercato di insegnare a studenti e ballerini la mia tecnica, ma in un modo che lasciasse spazio all'individualità». Affascinato ed incuriosito dalle possibilità offerte dai nuovi media, nel 1968 si interroga sul futuro della danza in rapporto alle tecnologie, sicuro del fatto che i dispositivi tecnologici possano essere applicati al mondo della danza al fine di arricchire il processo di creazione coreografica, ma consapevole della riluttanza da parte del mondo accademico.
Il desiderio di Cunningham è quello di trovare il mezzo più ottimale per realizzare i propri obiettivi artistici e la tecnologia elettronica ha introdotto un nuovo modo di vedere la realtà, di negoziare, di pensare. Grazie ai nuovi media digitali è sempre più possibile “editare” un prodotto creativo, inter-agendo su di esso, annullando o ripristinando modifiche che non andranno ad influenzare il “già salvato”. Da questo presupposto, Cunningham ipotizza un sistema di notazione di danza elettronica immediata che serva a mostrare i movimenti della danza, fermarli o rallentarli, coreografare la danza in modi completamente nuovi e reimmaginare la comprensione del corpo umano. Nasce così, nel 1986, Life Forms, poi denominato DanceForms, primo software di creazione e notazione dei movimenti di danza, che consiste nella rappresentazione del corpo umano come una serie di cerchi concentrici. Grazie a questa invenzione, Cunningham, in quanto suo ideatore e sperimentatore, diventa il primo coreografo internazionale ad utilizzare il computer come uno strumento coreografico.
Nel corso della sua carriera artistica, Cunningham si cimenta anche nella creazione di video, nonostante tale pratica sia spesso poco considerata e ricordata.
Negli anni Sessanta, il coreografo lavora con diversi registi integrando il loro lavoro nelle sue esibizioni di danza. Un esempio di questo tipo di collaborazione è il filmato d'archivio di Variations V, un'opera multimediale nella quale vengono ripresi i ballerini che, attivando dei sensori, interrompono un raggio luminoso e innescano inserti musicali di Cage, mentre su alcuni schermi sono riprodotte immagini di film o di vita quotidiana; questo filmato mostra, inoltre, i montaggi di Stan VanDerBeek e Nam June Paik proiettati sui ballerini di Cunningham.
A partire dagli anni Settanta, Cunningham inizia ad esplorare i video con l'amico e regista della compagnia Charles Atlas. Il coreografo intreccia intenzionalmente la danza con il video, coniando il termine video-danza. Nel 1974 realizza, da uno spettacolo del 1968, Walkaround time, su scene di Jasper Johns (direttore artistico dal 1967 al 1980, succeduto a Rauschenberg) ispirate all'opera di Duchamp The large glass.  Esempi di video-danza includono Squaregame Video (1976), e Beach Birds for Camera (1993).
Negli anni Ottanta e Novanta, continua l'esplorazione sulle possibilità di intersezione tra danza e video, creando con Elliot Caplan Changing steps (1989), da uno spettacolo del 1975, sperimentando il software Life Forms unitamente alla tecnica del motion capture: il movimento si stacca così dal ballerino per liberarsi nello spazio virtuale.

### La Merce Cunningham Dance Company e le sue collaborazioni
La Merce Cunningham Dance Company, inizialmente Merce Cunningham and Dance Company, fondata nel 1953 presso il Black Mountain College, si afferma, a partire dagli anni Cinquanta, come una delle massime esperienze di ricerca nel campo della danza contemporanea, attraverso la creazione di centinaia di opere coreografiche di intensa fisicità e rigore intellettuale, sfidando le idee tradizionali di danza, come i ruoli dei ballerini e del pubblico, i limiti del palcoscenico e le relazioni tra movimento e bellezza. Per Cunningham, la Compagnia è fondamentale per la sua vita, tanto che egli stesso dichiara: «I ballerini sono stati e continuano ad essere la vita del mio lavoro. È a loro che sono più debitore, per la loro dedizione, energie e disponibilità in condizioni favorevoli o difficili».
Il primo tour mondiale della Merce Cunningham Dance Company si tiene nel 1964, concludendosi in Giappone nel novembre dello stesso anno. Questo tour è riconosciuto come uno degli eventi più significativi nella storia della danza americana del dopoguerra, portando la compagnia ai vertici della scena artistica internazionale. Benché si sia assicurata impegni in luoghi strategicamente importanti (città in Cecoslovacchia, Polonia, India e Thailandia), la compagnia è considerata troppo all'avanguardia per servire come ambasciatore culturale, e quando cala il sipario, la Merce Cunningham Dance Company, nonostante il plauso della critica, è demoralizzata, esausta e indebitata. A meno di due settimane dall'inizio del tour, Robert Rauschenberg, illuminotecnico e scenografo di Cunningham, diventa il primo americano a vincere il primo premio di pittura alla Biennale di Venezia, e a Tokyo lascia la troupe. Qui Cunningham dice addio alla sua compagnia, e recatosi da solo a Honolulu, scrive due lettere a Cage. Nella prima ha annunciato lo scioglimento della società, ricordando: «Non vedevo alcun motivo per continuare con così tanta sgradevolezza e ostilità in giro». Ma in seguito a dei ripensamenti, scrive una seconda lettera nella quale dichiara la sua intenzione di «tornare e ricominciare con chiunque e qualunque cosa ci fosse».
Nel 2009, dopo la morte del coreografo, la compagnia intraprende un tour mondiale della durata di due anni, come richiesto dallo stesso Cunningham, per poi dissolversi definitivamente al termine dell'evento, nel 2011.
Nel corso della sua attività, la compagnia si avvale spesso della collaborazione di artisti visivi, musicisti, architetti e designer.
Si tratta della compagnia che ha commissionato più lavori a compositori contemporanei; molte opere includono brani di musicisti, come John Cage, Gordon Mumma e Gavin Bryars, e band famose, come Radiohead, Sigur Rós e Sonic Youth. Nel ruolo di direttore musicale, è succeduto a John Cage, cui sono riconducibili le maggiori innovazioni, il compositore David Tudor e, dopo il 1995, Takehisa Kosugi.

### Istituzioni che ne conservano l'opera
Il lavoro di Cunningham, le sue opere video, le sue opere materiali e gli oggetti usati dalla Compagnia nelle performance sono conservati all'interno delle collezioni di varie istituzioni.
Il Merce Cunningham Trust, fondato nel 2000 dal coreografo, si occupa di preservare, mantenere e condividere il suo lascito artistico, conservando le opere scritte, i disegni, le opere registrate e gli oggetti fisici impiegati, trasmettendo la sua tecnica e i suoi metodi coreografici, e supportando la ricerca, lo studio e la ricostruzione della sua visione e della sua attività tramite la messa a disposizione della documentazione scritta e materiale. L'ente lavora a stretto contatto con la New York Public Library for the Performing Arts, il Walker Art Center di Minneapolis e il John Cage Trust, al fine di archiviare una vasta collezione di materiali. Nel 2001, la Jerome Robbins Dance Division della New York Public Library acquisisce Il Merce Cunningham Archive, il quale include opere manoscritte dell'artista, opere video e registrazioni. Dal 2011, il Walker Art Center conserva l'archivio della Merce Cunningham Dance Company, comprendente costumi, materiali di uso scenografico, poster, fotografie, annotazioni. Il John Cage Trust, infine, conserva una collezione di scritti e disegni prodotti dal coreografo, opere audio e opere video.

## Opere coreografiche
- Unbalanced March, 30 novembre 1938, Elk's Club, Seattle, Washington: Musica di Paul Hindemith.
- Jazz Epigram, 30 novembre 1938, Elk's Club, Seattle, Washington: Musica di Ernst Toch.
- Skinny Structures, 24 marzo 1939, Cornish Theatre, Cornish School, Seattle, Washington: Musica di Alfredo Casella, Darius Milhaud, Jean Wiener, Felix Petyrek.
- Courante, Contagion, 11 agosto 1939, Mills College, Oakland, California: Musica di Zoe Williams.
- Renaissance Testimonials, 1 agosto 1942, The Theatre, Bennington College, Bennington, Vermont: Musica di Maxwell Powers; Costumi di Charlotte Trowbridge.
- Seeds of Brightness, 1 agosto 1942, The Theatre, Bennington College, Bennington, Vermont: Musica di Norman Lloyd; Costumi di Charlotte Trowbridge.
- Credo in Us, 1 agosto 1942, The Theatre, Bennington College, Bennington, Vermont: Musica di John Cage; Costumi di Charlotte Trowbridge.
- Ad Lib, 1 agosto 1942, The Theatre, Bennington College, Bennington, Vermont: Musica di John Cage, Gregory Tucker; Costumi di Charlotte Trowbridge.
- Totem Ancestor, 20 ottobre 1942, Humpry-Weidman Studio Theatre, New York: Musica di John Cage; Costumi di Charlotte Trowbridge.
- In the Name of the Holocaust, 14 febbraio 1943, The Arts Club of Chicago, Chicago, Illinois: Musica di John Cage; Costumi di Merce Cunningham.
- Shimmera, 14 febbraio 1943, The Arts Club of Chicago, Chicago, Illinois: Musica di John Cage; Costumi di Merce Cunningham.
- Triple-Paced, 5 aprile 1944, Humpry-Weidman Studio Theatre, New York: Musica di John Cage; Costumi di Merce Cunningham.
- Root of an Unfocus, 5 aprile 1944, Humpry-Weidman Studio Theatre, New York: Musica di John Cage; Costumi di Merce Cunningham.
- Tossed As It Is Untroubled, 5 aprile 1944, Humpry-Weidman Studio Theatre, New York: Musica di John Cage; Costumi di Merce Cunningham.
- The Unavailable Memory Of, 5 aprile 1944, Humpry-Weidman Studio Theatre, New York: Musica di John Cage; Costumi di Merce Cunningham.
- Four Walls, 22 agosto 1944, Perry-Mansfield Workshop, Steamboat Springs, Colorado: Musica di John Cage; Set curato da Arch Lauterer; Costumi di Arch Lauterer.
- Idillyc Song, 20 novembre 1944, The Woman's Club, Richmond, Virginia: Musica di Erik Satie; Costumi di Merce Cunningham.
- Experiences, 9 gennaio 1945, Hunter Playhouse, New York: Musica di Livingston Gearhart, John Cage; Costumi di Merce Cunningham.
- Mysterious Adventure, 9 gennaio 1945, Hunter Playhouse, New York: Musica di John Cage; Costumi di David Hare.
- Soliloquy, 9 gennaio 1945, Hunter Playhouse, New York: Musica di John Cage.
- The Encounter, 12 maggio 1946, Hunter Playhouse, New York: Musica di John Cage; Costumi di Merce Cunningham.
- Invocation to Vahakn, 12 maggio 1946, Hunter Playhouse, New York: Musica di Alan Hovhanness; Costumi di Merce Cunningham.
- Fast Blues, 12 maggio 1946, Hunter Playhouse, New York: Musica di Baby Dodds; Costumi di Merce Cunningham.
- The Princess Zondilda and Her Entourage, 12 maggio 1946, Hunter Playhouse, New York: Musica di alexei Haieff; Set curato da Merce Cunningham; Costumi di Merce Cunningham.
- The Seasons, 18 maggio 1947, Ziegfeld Theater, New York: Musica di John Cage; Set curato da Isamu Noguchi; Costumi di Isamu Noguchi.
- The Open Road, 14 dicembre 1947, Hunter Playhouse, New York: Musica di Lou Harrison; Costumi di Merce Cunningham.
- Dromenon, 14 dicembre 1947, Hunter Playhouse, New York: Musica di John Cage; Costumi di Merce Cunningham, Sonja Sekula.
- Dream, 8 maggio 1948, Stephens College, Columbia, South Carolina: Musica di John Cage; Costumi di Merce Cunningham.
- The Ruse of Medusa, 14 agosto 1948, Black Mountain College, North Carolina: Musica di Erik Satie; Set curato da Willem e Elaine De Kooning; Costumi di Mary Outten, Albert Lanier, Bruce Johns, Buckminster Fuller, Ray Johnson, Forrest Wright, Ruth Asawa, Raymond Spillenger.
- A Diversion, 20 agosto 1948, Black Mountain College, North Carolina: Musica di John Cage; Costumi di Merce Cunningham, Mary Outten.
- Orestes, 20 agosto 1948, Black Mountain College, North Carolina: Musica di John Cage; Costumi di Merce Cunningham.
- Monkey Dances, 20 agosto 1948, Black Mountain College, North Carolina: Musica di Erik Satie; Costumi di Merce Cunningham, Mary Outten, Richard Lippold.
- Effusions avant l'heure, 10 giugno 1949, Jean Hélion's Studio, Parigi, Francia: Musica di John Cage.
- Amores, 10 giugno 1949, Jean Hélion's Studio, Parigi, Francia: Musica di John Cage.
- Duet, 24 giugno 1949, Parigi, Francia: Musica di compositore non accreditato; Costumi di Léonor Fini.
- Two Step, 18 dicembre 1949, City Center Theater, New York: Musica di Erik Satie; Costumi di Merce Cunningham.
- Pool of Darkness, 15 gennaio 1950, Hunter Playhouse, New York: Musica di Ben Weber; Costumi di Merce Cunningham.
- Before Dawn, 15 gennaio 1950, Hunter Playhouse, New York: Musica assente, assolo interpretato in silenzio; Costumi di Merce Cunningham.
- Waltz, 24 novembre 1950, Cooper Union, New York: Musica di Erik Satie; Costumi di Merce Cunningham.
- Rag-Time Parade, 24 novembre 1950, Cooper Union, New York: Musica di Erik Satie.
- Sixteen Dances for Soloist and Company of Three, 17 gennaio 1951, Bennett Junior College, Millbrook, New York: Musica di John Cage; Costumi di Merce Cunningham, Eleanor De Vito, John Cage, Remy Charlip.
- Variation, 12 aprile 1951, University of Washington, Seattle, Washington: Musica di Morton Feldman; Costumi di Merce Cunningham.
- Boy Who Wanted to be a Bird, 30 giugno 1951, Martha's Vineyard, Massachusetts: Musica assente, assolo interpretato in silenzio.
- Suite of Six Short Dances, 31 marzo 1952, Black Mountain College, North Carolina: Musica di Warren Pete Jennerjahn.
- Les Noces, 14 giugno 1952, Brandeis University, Waltham, Massachusetts: Musica di Igor Stravinsky; Set curato da Howard Bay; Costumi di Howard Bay.
- Collage, 14 giugno 1952, Brandeis University, Waltham, Massachusetts: Musica di Pierre Schaeffer.
- Brigadoon, 15 agosto 1952, Parkway Playhouse, Burnsville School of Fine Arts, Burnsville, North Carolina.
- Theater Piece N1, 16 agosto 1952, Black Mountain College, North Carolina.
- Suite By Chance, 24 marzo 1953, University of Illinois, Urbana, Illinois: Musica di Christian Wolff; Costumi di Remy Charlip.
- Solo Suite in Space and Time, 23 giugno 1953, Louisiana State University, Baton Rouge, Louisiana; Muisica di John Cage; Costumi di Merce Cunningham.
- Demonstration Piece, 23 giugno 1953, Louisiana State University, Baton Rouge, Louisiana.
- Epilogue, 23 giugno 1953,  Louisiana State University, Baton Rouge, Louisiana: Musica di Erik Satie.
- Banjo, 21 agosto 1953, Black Mountain College, North Carolina: Musica di Louis Moreau Gottschalk; Costumi di Remy Charlip.
- Dime a Dance, 21 agosto 1953, Black Mountain College, North Carolina: Musica del XIX secolo selezionata da David Tudor; Costumi di Remy Charlip.
- Septet, 22 agosto 1953, Black Mountain College, North Carolina: Musica di Erik Satie; Costumi di Remy Charlip.
- Untitled Solo, 22 agosto 1953, Black Mountain College, North Carolina: Musica di Christian Wolff; Costumi di Merce Cunningham.
- Fragments, 30 dicembre 1953, Theater de Lys, New York: Musica di Pierre Boulez; Costumi di Remy Charlip.
- Minutiae, 8 dicembre 1954, Brooklyn Academy of Music, Brooklyn, New York: Musica di John Cage; Set curato da Robert Rauschenberg; Costumi di Remy Charlip.
- Springweather and People, 24 maggio 1955, Bard College, Annandale-on-Hudson, New York: Musica di Earle Brown; Costumi di Robert Rauschenberg, Remy Charlip.
- Galaxy, 18 maggio 1956, University of Notre Dame, South Bend, Indiana: Musica di Earle Brown; Costumi di Remy Charlip.
- Lavish Escapade, 18 maggio 1956, University of Notre Dame, South Bend, Indiana: Musica di Christian Wolff; Costumi di Merce Cunningham.
- Suite for Five, 18 maggio 1956, University of Notre Dame, South Bend, Indiana: Musica di John Cage; Costumi di Robert Rauschenberg; Luci a cura di Robert Rauschenberg.
- Nocturnes, 11 luglio 1956, Jacob's Pillow, Becket, Massachusetts: Musica di Erik Satie; Set curato da Robert Rauschenberg; Costumi di Robert Rauschenberg.
- Labyrinthian Dances, 30 novembre 1957, Brooklyn Academy of Music, Brooklyn, New York: Musica di Joseph Mathias Hauer; Set curato da Robert Rauschenberg; Costumi di Robert Rauschenberg.
- Changeling, 30 novembre 1957, Brooklyn Academy of Music, Brooklyn, New York: Musica di Christian Wolff; Costumi di Robert Rauschenberg; Luci a cura di Robert Rauschenberg
- Picnic Polka, 30 novembre 1957, Brooklyn Academy of Music, Brooklyn, New York: Musica di Louis Moreau Gottschalk; Costumi di Remy Charlip.
- Antic Meet, 14 agosto 1958, American Dance Festival, Connecticut College, New London, Connecticut: Musica di John Cage; Set curato da Robert Rauschenberg; Costumi di Robert Rauschenberg; Luci a cura di Robert Rauschenberg.
- Summerspace, 17 agosto 1958, American Dance Festival, Connecticut College, New London, Connecticut: Musica di Morton Feldman; Set curato da Robert Rauschenberg; Costumi di Robert Rauschenberg; Luci a cura di Robert Rauschenberg.
- Night Wandering, 5 ottobre 1958, Kungl Teatern, Stockholm, Sweden: Musica di Bo Nilsson; Costumi di Robert Rauschenberg, Nicola Cernovich; Luci a cura di Nicola Cernovich.
- From the Poems of White Stone, 14 marzo 1959, University of Illinois, Urbana, Illinois: Musica di Chou Wen-Chung; Costumi di Robert Rauschenberg.
- Gambit for Dancers and Orchestra, 14 marzo 1959, University of Illinois, Urbana, Illinois: Musica di Ben Johnston; Set curato da Robert Rauschenberg; Costumi di Robert Rauschenberg.
- Rune, 14 agosto 1959, American Dance Festival, Connecticut College, New London, Connecticut: Musica di Christian Wolff, Set curato da Robert Rauschenberg; Costumi di Robert Rauschenberg; Luci a cura di Robert Rauschenberg.
- Theatre Piece, 7 marzo 1960, Composer's Showcase, Circle in the Square, New York: Musica di John Cage.
- The Cook's Quadrille, 3 giugno 1960, The Living theatre, New York: Musica di Merce Cunningham.
- Crises, 19 agosto 1960, American Dance Festival, Connecticut College, New London, Connecticut: Musica di Conlon Nancarrow; Costumi di Robert Rauschenberg.
- Hands Birds, 24 settembre 1960, Teatro La Fenice, Venezia, Italia: Musica di Earle Brown; Costumi di Robert Rauschenberg.
- Waka, 24 settembre 1960, Teatro La Fenice, Venezia, Italia: Musica di Toshi Ichiyanagi; Costumi di Robert Rauschenberg.
- Music Walk with Dancers, 24 settembre 1960, Teatro La Fenice, Venezia, Italia: Musica di John Cage.
- Suite de Danses (Suite de Jazz), 9 luglio 1961: VideoDance; Direzione di Jean Mercure; Design a cura di Jasper Johns; Produzione di Canadian Broadcasting Corporation Montréal, Canada; Musica di Serge Garant; Costumi di Jasper Johns[53].
- Aeon, 5 agosto 1961, Theatre la Comédie Canadienne, Montréal, Canada: Musica di John Cage; Set curato da Robert Rauschenberg; Costumi di Robert Rauschenberg; Luci a cura di Robert Rauschenberg.
- Field Dances, 17 luglio 1963, University of California, Los Angeles, California: Musica di John Cage; Costumi di Robert Rauschenberg; Luci a cura di Robert Rauschenberg.
- Story, 24 luglio 1963, University of California, Los Angeles, California: Musica di Toshi Ichiyanasagi; Set curato da Robert Rauschenberg; Costumi di Robert rauschenberg.
- Open Session, 19 marzo 1964, Wadsworth Atheneum, Hartford, Connecticut: Musica assente, assolo interpretato in silenzio; Costumi di Merce Cunningham.
- Paired, 21 marzo 1964, Wadsworth Atheneum, Hartford, Connecticut: Musica di John Cage; Costumi di Robert Rauschenberg.
- Winterbranch, 21 marzo 1964, Wadsworth Atheneum, Hartford, Connecticut: Set curato da Robert Rauschenberg; Costumi di Robert Rauschenberg; Luci a cura di Robert Rauschenberg.
- Museum Event N1, 24 giugno 1964, Museum des 20 Jahrahunderts, Vienna, Austria: Musica di John Cage.
- Cross Currents, 31 luglio 1964, Sadler's Wells Theatre, Londra, Inghilterra: Musica di Conlon Nancarrow; Costumi di Merce Cunningham; Luci a cura di Robert Rauschenberg.
- Variations V, 23 luglio 1965, Philharmonic Hall, Lincoln Center, New York: Musica di John Cage; Set curato da Nam June Paik, Stan VanDerBeek; Costumi di curatore non accreditato.
- How to Pass, Kick, Fall and Run, 24 novembre 1965, Harper Theater, Chicago, Illinois: Musica di John Cage, Costumi di curatore non accreditato.
- Variations V, 1966: VideoDance; Direzione di Arne Arnbom; Design a cura di Josh Johnson; Produzione di Norddeutscher Rundfunk/Sveriges Radio; Musica di John Cage; Musica eseguita da John Cage, David Tudor, Gordon Mumma[53].
- Place, 6 agosto 1966, Fondation Maeght, Saint-Paul de Vince, Francia: Musica di Gordon Mumma; Set curato da Beverly Emmons; Costumi di Beverly Emmons.
- Scramble, 25 luglio 1967, Ravinia Festival, Chicago, Illinois; Musica di Toshi Ichiyanagi; Set curato da Frank Stella; Costumi di Frank Stella.
- RainForest, 9 marzo 1968, Buffalo State College, State University of New York, Buffalo, New York: Musica di David Tudor; Set curato da Andy Warhol; Costumi di Jasper Johns; Luci a cura di Beverly Emmons.
- Walkaround Time, 10 marzo 1968, Buffalo State College, State University of New York, Buffalo, New York: Musica di David Behrman; Set curato da Jasper Johns; Costumi di Jasper Johns.
- Assemblage, 3 novembre 1968, KQED-TV, San Francisco, California: Musica di John Cage, David Tudor, Gordon Mumma.
- Canfield, 4 marzo 1969, Nazareth College, Rochester, New York: Musica di Pauline Oliveros; Set curato da Robert Morris; Costumi di Jasper Johns; Luci a cura di Richard Nelson.
- Tread, 5 gennaio 1970, Brooklyn Academy of Music, Brooklyn, New York: Musica di Christian Wolff; Set curato da Bruce Nauman; Costumi di Merce Cunningham; Luci a cura di Richard Nelson.
- Second Hand, 8 gennaio 1970, Brooklyn Academy of Music, Brooklyn, New York: Musica di John Cage; Costumi di Jasper Johns; Luci a cura di Richard Nelson.
- Signals, 5 giugno 1970, Theatre de France, Parigi, Francia: Musica di John Cage, David Tudor, Gordon Mumma; Costumi di Merce Cunningham.
- Objects, 10 novembre 1970, Brooklyn Academy of Music, Brooklyn, New York: Musica di Alvin Lucier; Set curato da Neil Jenney.
- Loops, 3 dicembre 1971, Museum of Modern Art, New York: Musica di Gordon Mumma; Set curato da Charles Atlas; Luci a cura di Richard Nelson.
- Landrover, 1 febbraio 1972, Brooklyn Academy of Music, Brooklyn, New York: Musica di John Cage, David Tudor, Gordon Mumma; Costumi di Jasper Johns.
- Tv Rerun, 2 febbraio 1972, Brooklyn Academy of Music, Brooklyn, New York: Musica di Gordon Mumma; Set curato da Jasper Johns; Costumi di Jasper Johns; Luci a cura di Richard Nelson.
- Borst Park, 8 febbraio 1972, Brooklyn Academy of Music, Brooklyn, New York: Musica di Christian Wolff; Costumi a cura della Compagnia.
- Changing Steps, 22 marzo 1972, Brooklyn Academy of Music, Brooklyn, New York: Musica di David Behrman, John Cage, David Tudor, Gordon Mumma; Costumi di Mark Lancaster, Charles Atlas; Luci a cura di Charles Atlas.
- Un jour ou deux, 6 novembre 1973, Palais Garnier, Opéra National de Paris, Parigi, Francia: Musica di John Cage; Set curato da Jasper Johns; Costumi di Jasper Johns; Luci a cura di Mark Lancaster.
- Camera Three: A Video Event, 1974: VideoDance; Coreografie Winterbranch, Second Hand, Sounddance, Tv Rerun, Changing Steps, Landrover, Signals; Direzione di Merrill Brocknay; Produzione di Judy Kinberg; Musica di Christian Wolff[53].
- Westbeth, 14 febbraio 1975, Merce Cunningham Studio, Westbeth, New York: Musica di John Cage; Costumi di Mark Lancaster.
- Westbeth, 1975: VideoDance; Direzione di Charles Atlas; Design di Mark Lancaster, Jasper Johns; Musica di John Cage[53].
- Exercise Piece, 14 febbraio 1975, Merce Cunningham Studio, Westbeth, New York.
- Rebus, 7 marzo 1975, Music Hall, Detroit, Michigan: Musica di David Behrman; Set curato da Mark Lancaster; Costumi di Mark Lancaster.
- Sounddance, 8 marzo 1975, Music Hall, Detroit, Michigan: Musica di David Tudor; Set curato da Mark Lancaster; Costumi di Mark Lancaster; Luci a cura di Mark Lancaster.
- Solo, 8 marzo 1975, Music Hall, Detroit, Michigan: Musica di John Cage; Costumi di Sonja Sekula.
- Blue Studio: Five Segments, 1975: VideoDance; Direzione di Charles Atlas; Musica assente[53].
- Torse, 15 gennaio 1976, McCarter Theatre, Princeton, New Jersey; Musica di Maryanne Amacher; Costumi di Mark Lancaster; Luci a cura di Mark Lanacster.
- Squaregame, 24 marzo 1976, Festival Theatre, Adelaide, Australia: Musica di Takehisa Kosugi; Set curato da Mark Lancaster; Costumi di Mark Lancaster.
- Travelogue, 18 gennaio 1977, Minskoff Theatre, New York: Musica di John Cage; Set curato da Robert Rauschenberg; Costumi di Robert Rauschenberg.
- Squaregame, 1976: VideoDance; Coreografia Squaregame; Direzione di Charles Atlas; Produzione di Cunningham Dance Foundation; Musica di Takehisa Kosugi; Musica eseguita da Takehisa Kosugi[53].
- Inlets, 10 settembre, 1977, University of Washington, Seattle, Washington: Musica di Morris Graves; Set curato da Morris Graves; Costumi di Morris Graves.
- Fractions, 26 febbraio, 1978, Boston English High School, Boston, Massachusetts: Musica di John Gibson; Set curato da Mark Lancaster; Costumi di Mark Lancaster.
- Exercise Piece I, 25 marzo 1978, Roundabout Theatre, New York.
- Fractions I, 1978: VideoDance; Coreografia Fractions; Direzione di Charles Atlas; Produzione di Cunningham Dance Foundation; Musica di Jon Gibson[53].
- Fractions II, 1978: VideoDance; Coreografia Fractions; Direzione di Charles Atlas; Produzione di Cunningham Dance Foundation; Musica di Jon Gibson[53].
- Exercise Piece II, 18 agosto 1978, Royal Alexandra Theatre, Toronto, Canada.
- Exchange, 27 settembre 1978, City Center Theater, New York: Musica di David Tudor; Set curato da Jasper Johns; Costumi di Jasper Johns; Luci a cura di Jasper Johns.
- Tango, 5 ottobre 1978, City Center Theater, New York: Musica di John Cage; Set curato da Mark Lancaster; Costumi di Mark Lancaster.
- Roadrunners, 19 luglio 1979, American Dance Festival, Duke University, Durham, North Carolina: Musica di Yasunao Tone; Costumi di Mark Lancaster; Luci a cura di Mark Lancaster.
- Locale, 9 ottobre 1979, Theatre de la Ville, Parigi, Francia: Musica di Takehisa Kosugi; Costumi di Charles Atlas; Luci a cura di Charles Atlas.
- 50 Looks, 30 dicembre 1979, Merce Cunningham Studio, New York.
- Exercise Piece III, 23 febbraio 1980, City Center Theater, New York.
- Locale, 1980: VideoDance; Direzione di Charles Atlas; Design a cura di Charles Atlas; Produzione di Cunningham Dance Foundation; Musica di Takehisa Kosugi[53].
- Duets, 26 febbraio 1980, City Center Theater, New York: Musica di John Cage; Costumi di Mark Lancaster; Luci a cura di Mark Lancaster.
- Fielding Sixes, 30 gennaio 1980, Sadler's Wells Theatre, Londra, Inghilterra: Musica di John Cage; Set curato da Monika Fullemann; Luci a cura di Charles Atlas.
- 10's with Shoes, 17 marzo 1981, City Center Theater, New York: Musica di Martin Kalve; Set curato da Mark Lancaster; Costumi di Mark Lancaster; Luci a cura di Mark Lancaster.
- Channels/Inserts, 24 marzo 1981, City Center Theater, New York: Musica di David Tudor; Costumi di Charles Atlas; Luci a cura di Charles Atlas.
- Gallopade, 10 giugno 1981, Sadler's Wells Theatre, Londra, Inghilterra: Musica di Takehisa Kosugi; Costumi di Mark Lancaster.
- Trails, 16 marzo 1982, City Center Theater, New York: Musica di John Cage; Set curato da Mark Lancaster; Costumi di Mark Lancaster; Luci a cura di Mark Lancaster.
- Numbers, 18 marzo 1982, City Center Theater, New York.
- Channels/Inserts, 1982: VideoDance; Coreografia Channels/Inserts; Direzione di Charles Atlas; Produzione di Cunningham Dance Foundation; Musica di David Tudor[53].
- Quartet, 27 ottobre 1982, Theatre des Champs-Elysées, Parigi, Francia: Musica di David tudor; Costumi di Mark Lancaster; Luci a cura di Mark Lancaster.
- Coast Zone, 18 marzo 1983, City Center Theater, New York: Musica di Larry Austin; Costumi di Mark Lancaster, Charles Atlas.
- Inlets 2, 26 ottobre 1983, Le Colisée (Festival de Lille), Roubaix, Francia: Musica di John Cage; Costumi di Mark Lancaster; Luci a cura di Mark Lancaster.
- Roaratorio, 26 ottobre 1983,  Le Colisée (Festival de Lille), Roubaix, Francia: Musica di John Cage; Costumi di Mark Lancaster; Luci a cura di Mark Lancaster.
- Pictures, 6 marzo 1984, City Center Theater, New York: Musica di David Behrman; Set curato da Mark Lancaster; Costumi di Mark Lancaster; Luci a cura di Mark Lancaster.
- Coast Zone, 1984: VideoDance; Coreografia Coast Zone; Direzione di Charles Atlas; Design a cura di Charles Atlas, Mark Lancaster; Produzione di Cunningham Dance Foundation; Musica di Larry Austin; Musica eseguita da John Cage, Martin Kalve, Takehisa Kosugi, David Tudor[53].
- Doubles, 28 giugno 1984, American Dance Festival, Duke University, Durham, North Carolina: Musica di Takehisa Kosugi; Set curato da Mark Lancaster; Costumi di Mark Lancaster; Luci a cura di Mark Lancaster.
- Phrases, 7 dicembre 1984, Theatre Municipal d'Angers, Angers, Francia: Musica di David Tudor; Set curato da William Anastasi; Costumi di Dove Bradshaw.
- Deli Commedia, 1985: VideoDance; Direzione di Elliot Caplan, Merce Cunningham; Design a cura di Dove Bradshaw; Produzione di Cunningham Dance Foundation; Musica di Pat Richter; Musica eseguita da Pat Richter[53].
- Native Green, 12 marzo 1985, City Center Theater, New York: Musica di John King; Set curato da William Anastasi; Costumi di William Anastasi; Luci a cura di William Anastasi.
- Arcade, 14 novembre 1985, Annenberg Center, University of Pennsylvania, Philadelphia, Pennsylvania: Musica di John Cage; Set curato da Dove Bradshaw; Costumi di Dove Bradshaw.
- Grange Eve, 18 marzo 1986, City Center Theater, New York: Musica di Takehisa Kosugi; Set curato da William Anastasi; Costumi di William Anastasi.
- Fabrications, 21 febbraio 1987, Northrop Auditorium, University of Minnesota, Minneapolis, Minnesota: Musica di Emanuel Dimas de Melo Pimenta; Set curato da Dove Bradshaw; Costumi di Dove Bradshaw; Luci a cura di Dove Bradshaw.
- Shards, 4 marzo 1987, City Center Theater, New York: Musica di David Tudor; Set curato da william Anastasi; Costumi di William Anastasi; Luci a cura di William Anastasi.
- Points in Space, 10 marzo 1987, City Center Theater, New York: Musica di John Cage; Set curato da William Anastasi; Costumi di Dove Bradshaw; Luci a cura di Dove Bradshaw.
- Carousal, 18 agosto 1987, Jacob's Pillow, Becket, Massachusetts: Musica di Takehisa Kosugi; Costumi di Dove Bradshaw.
- Eleven, 9 marzo 1988, The Joyce Theater, New York: Musica di Robert Ashley; Costumi di William Anastasi.
- Five Stone, 16 giugno 1988, Freie Volksbuhne Berlin, Berlino, Germania: Musica di John Cage, David Tudor; Set curato da Mark Lanacster; Costumi di Mark Lancaster.
- Five Stone Wind, 30 luglio 1988, Cour d'Honneur du Palais des Papes (Festival d'Avignon), Avignone, Francia: Musica di John Cage, David Tudor, takehosa Kosugi; Set curato da Mark Lancaster; Costumi di Mark Lancaster.
- Cargo X, 27 gennaio 1989, University of Texas, Austin, Texas: Musica di Takehisa Kosugi; Costumi di Dove Bradshaw.
- Field and Figures, 17 febbraio 1989, Northrop Auditorium, Minneapolis, Minnesota: Musica di Ivan Tcherepnin; Set curato da Andrew ginzel, Kristin Jones; Costumi di Kristin Jones, Andrew Ginzel.
- August Pace, 22 settembre 1989, University of California, Berkeley, California: Musica di Michael Pugliese; Set curato da Sergei Bugaev; Costumi di Sergei Bugaev.
- Inventions, 23 settembre 1989, University of California, Berkeley, California: Musica di John Cage; Set curato da Carl Kielblock; Costumi di Carl Kielblock.
- Polarity, 20 marzo 1990, City Center Theater, New York: Musica di David Tudor; Set curato da William Anastasi; Costumi di William Anastasi; Luci a cura di Carl Kielblock.
- Walkaround Time Falls, 18 agosto 1990, Damrosch Park, Lincoln Center, New York.
- Four Lifts, 17 settembre 1990, Theatre National Populaire, Villeurbanne, Francia.
- Neighbors, 13 marzo 1991, City Center Theater, New York: Musica di Takehisa Kosugi; Set curato da Mark Lancaster; Costumi di Mark Lancaster; Luci a cura di Mark Lancaster.
- Trackers, 19 marzo 1991, City Center Theater, New York: Musica di Emanuel Dimas de Melo Pimenta; Set curato da Dove Bradshaw; Costumi di Dove Bradshaw; Luci a cura di Dove Bradshaw.
- Beach Birds, 20 giugno 1991, Theater 11, Zurigo, Svizzera: Musica di John Cage; Costumi di Marsha Skinner; Luci a cura di Marsha Skinner.
- Loosestrife, 10 settembre 1991, Théatre de la Ville, Parigi, Francia: Musica di Michael Pugliese; Set curato da Carl Kielblock; Costumi di Carl Kielblock; Luci a cura di Carl Kielblock.
- Change of Address, 31 gennaio 1992, University of Texas, Austin, Texas: Musica di Walter Zimmermann; Set curato da Marsha Skinner; Costumi di Marsha Skinner; Luci a cura di Marsha Skinner.
- Enter, 17 novembre 1992, Palais Garnier, Opera National de Paris, Parigi, Francia: Musica di David Tudor; Set curato da John Cage, Marsha Skinner; Costumi di Marsha Skinner; Luci a cura di Marsha Skinner.
- Beach Birds for Camera, 1992: VideoDance; Coreografia Beach Birds; Direzione di elliot Caplan; Produzione di Cunningham Dance Foundation; Musica di John Cage; Musica eseguita da Johns D. S Adams, Takehisa Kosugi, Michael Pugliese, David Tudor[53].
- Doubletoss, 26 febbraio 1993, Northrob Auditorium, University of Minnesota, Minneapolis, Minnesota: Musica di Takehisa Kosugi; Set curato da Aaron Copp, Merce Cunningham; Costumi di Merce Cunningham, Suzanne Gallo; Luci a cura di Aaron Copp, Merce Cunningham.
- Touchbase, 10 marzo 1993, City Center Theater, New York: Musica di Michael Pugliese; Set curato da Michael Pugliese; Costumi di Michael Pugliese; Luci a cura di Michael Pugliese.
- CRWDSPCR, 15 luglio 1993, American Dance Festival, Duke University, Durham, North Carolina: Musica di John King; Set curato da Mark Lancaster; Costumi di Mark Lancaster; Luci a cura di Mark Lancaster.
- Breakers, 9 marzo 1994, City Center Theater, New York: Musica di John Driscoll; Set curato da Mary Jean Kenton; Costumi di Mary Jean Kenton; Luci a cura di Mary Jean Kenton.
- Ocean, 18 maggio 1994, Cirque Royal, Brussels, Belgio: Musica di Andrew Culver, David Tudor; Set curato da Marsha Skinner; Costumi di Marsha Skinner; Luci a cura di Marsha Skinner.
- 4' 33'', 15 luglio 1994, Central Park Summer Stage, New York: Musica di John Cage; Luci a cura di Aaron Copp.
- Ground Level Overlay, 8 marzo 1995, City Center Theater, New York: Musica di Stuart Dempster; Set curato da Leonardo Drew; Costumi di Suzanne Gallo; Luci a cura di Aaron Copp.
- Windows, 23 giugno 1995, Opera Berlioz/Le Corum, Montpellier, Francia: Musica di Emanuel Dimas de Melo Pimenta; Set curato da John Cage; Costumi di Seuzanne Gallo; Luci a cura di Aaron Copp.
- Tune In/ Spin Out, 31 gennaio 1996, University of Texas, Austin, Texas: Musica di John Cage; Costumi di Merce Cunningham, Suzanne Gallo; Luci a cura di Kelly Atallah.
- Installations, 2 maggio 1996, University of Washington, Seattle, Washington: Musica di Trimpin; Set curato da Elliot Caplan; Costumi di Suzanne Gallo, Elliot Caplan; Luci a cura di Elliot Caplan, Kelly Atallah.
- Rondo, 2 giugno 1996, Theater im Forum, Ludwigsburg, Germania: Musica di John Cage; Costumi di Merce Cunningham, Suzanne Gallo; Luci a cura di Kelly Atallah.
- Scenario, 14 ottobre 1997, Brooklyn Academy of Music, Brooklyn, New York: Musica di Takehisa Kosugi; Set curato da Rei Kawakubo; Costumi di Rei Kawakubi; Luci a cura di Rei Kawakubi.
- Pond Way, 13 gennaio 1998, Palais Garnier, Opera National de Paris, Parigi, Francia: Musica di Brian Eno; Set curato da Roy Liechtenstein; Costumi di Suzanne Gallo; Luci a cura di david Covey.
- BIPED, 23 aprile 1999, Zellerbach Hall, University of California, Brerkeley, California: Gavin Bryars; Set curato da Paul Kaiser, Shelley Eshkar; Costumi di Suzanne Gallo; Luci a cura di Aaron Copp.
- Occasion Piece, 21 luglio 1999, New York State Theater, Lincoln Center, New York: Musica di John Cage; Set curato da Jasper Johns; Costumi di Suzanne Gallo; Luci a cura di Aaron Copp.
- Interscape, 6 aprile 2000, Eisenhower Theater, Kennedy Center, Washington, D.C: Musica di John Cage; Set curato da Robert Rauschenberg; Costumi di Robert Rauschenberg; Luci a cura di Aaron Copp.
- Melange, 2000: VideoDance; Direzione di Charles Atlas, Merce Cunningham; Design a cura di Suzanne Gallo; Produzione di Isabelle Mestre - La septe Arte, INA, B.B.C., Thirteen/WNET, NPS; Musica di John Cage[53].
- Way Station, 31 marzo 2001, City Center Theater, New York: Musica di Takehisa Kosugi; Set curato da Charles Long; Costumi di James Hall; Luci a cura di Aaron Copp.
- Loose Time, 1 febbraio 2002, University of California, Berkeley, California: Musica di Christian Wolff; Set curato da Terry Winters; Costumi di Terry Winters; Luci a cura di Aaron Copp.
- Overpopulation, 3 aprile 2002, Danspace, St. Mark's Chirch, New York City.
- Fluid Canvas, 10 settembre 2002, Barbican Centre, Londra, Inghilterra: Musica di John King; Set curato da Marc Downie, Paul Kaiser, Shelley Eshkar; Costumi di James Hall; Luci a cura di James F. Ingalls.
- Split Sides, 14 ottobre 2003, Brooklyn Academy of Music, Brooklyn, New York: Musica di Radiohead, Sigur Ros; Set curato da Catherine Yass, Robert Heishman; Costumi di James Hall; Luci a cura di James F. Ingalls.
- Views on Stage, 29 ottobre 2004, Edinburgh Festival Theatre, Edimburgo, Scozia: Musica di John Cage; Set curato da Ernesto Neto; Costumi di James Hall; Luci a cura di Josh Johnson.
- Monk's Tail, 23 novembre 2004, Danspace, St. Mark's Church, New York City: Musica di Meredith Monk.
- Views on Camera, 2005: VideoDance; Coreografia Views on Stage; Direzione di Charles Atlas; Design a cura di Josh Johnson, James Hall; Musica eseguita da Christian Wolff, Audrey Riley, William Winant[53].
- eyeSpace (20'), 10 ottobre 2006, Joyce Theater, New York; Musica di Mikel Rouse; Set curato da Henry Samelson; Costumi di Henry Samelson; Luci a cura di Josh Johnson.
- eyeSpace (40'), 23 febbraio 2007, Opera House, Carnival Center, Miami, Florida: Musica di Annea Lockwood, david Behrman; Set curato da Daniel Arsham; Costumi di Daniel Arsham; Luci a cura di Josh Johnson.
- Xover, 5 ottobre 2007, Hopkins Center, Dartmouth College, Hanover, New Hampshire; Musica di John Cage; Set curato da Robert Rauschenberg; Costumi di Robert Rauschenberg; Luci a cura di Josh Johnson.
- Nearly Ninety, 16 aprile 2009, Brooklyn Academy of Music, Brooklyn, New york: Musica di Takehisa Kosugi, John Paul Jones; Set curato da Benedetta Tagliabue, Franc Aleu; Costumi di Romeo Gigli; Luci a cura di Brian MacDevitt.
- Nearly 90^2, 25 aprile 2009, Krannert Center, University of Illinois, Urbana, Illinois; Musica di Takehisa Kosugi, John Paul Jones; Costumi di Anna Finke; Luci a cura di Christine Shallenberg[10][54].

## Onorificenze
- 1954: Guggenheim Fellowship per le arti creative, USA e Canada[55].
- 1954: Borsa di studio dalla John Simon Guggenheim Memorial Foundation, New York.
- 1959: Fellowships from the John Simon Guggenheim Memorial Foundation, New York.
- 1960: Dance Magazine Award, New York.
- 1964: Medaglia della Society for the Advancement of Dancing, Stoccolma.
- 1966: Medaglia d'oro per Invenzione Coreografica al Fourth International Festival, Parigi.
- 1972: Eletto come membro onorario dell'Università di Illinois, Champaign/Urbana.
- 1972: BITEF Award, Belgrade, Yugoslavia.
- 1975: New York State Award, Albany.
- 1977: Capezio Award, New York.
- 1982: Commandeur de l’Ordre des Arts et des Lettres, Francia.
- 1982: The Samuel H. Scripps/American Dance Festival Award, di Durham.
- 1983: The Mayor of New York's Award of Honor for Arts and Culture, New York[56].
- 1984: Eletto come membro onorario dell'American Academy of Arts and Letters di New York[57].
- 1985: Kennedy Center Honors, Washington DC[56].
- 1985: Premio Laurence Olivier per la nuova produzione di danza dell'anno[13].
- 1990: Premio Porselli, Italia.
- 1993: Tiffany Award from the International Society of Performing Arts Administrators, New York.
- 1993: New York Dance and Performance Award (Premi Bessie), New York.
- 1995: Leone d'oro alla carriera alla Biennale di Venezia, Venezia.
- 1999: Premio Internazionale "Gino Tani", Roma.
- 2005: Premio imperiale Japan Art Association per il cinema e il teatro, Tokyo.
- 2005: Dottorato onorario della Humane Letters, University of Minnesota, Minneapolis.
- 2006: Dottorato onorario della Fine Arts, Seattle.
- 2007: Montgomery Fellow (Arts and Literature), Dartmouth College, Hanover.
- 2007: Nelson A. Rockefeller Award, Purchase College School of the Arts, State University of New York, Purchase.
- 2008: Dottorato onorario del Fine Arts del Bard College, Annandale-on-Hudson.
- 2009: Jacob's Pillow Dance Award, Becket[56].